# Летње олимпијске игре 1904.
III Олимпијске игре су одржане у граду Сент Луис, САД. Иако је у почетку МОК одабрао Чикаго као град домаћин, приредба је касније премештена у Сент Луис. Слично као и претходне Игре у Паризу и ове ОИ су одржане кроз неколико месеци као пропратна манифестација уз Свјетску изложбу. Чак су сама спортска такмичења одржавана паралелно бројним другим спортским такмичењима, али су се ипак разликовала од њих назнаком “олимпијска”. Због специфичних прилика у већини такмичења су учествовали само такмичари из САД, тако да су чак неке дисциплине и спортови, у одсуству такмичара из других земаља, проглашена Националним првенством САД.
Ово су биле су то прве Игре на којима су службено додељиване све три медаље (злато, сребро, бронза), а централни стадион је био Франсис Филд.

## Списак спортова
| - Атлетика (детаљи) - Бокс - Бициклизам - Дизање тегова - Голф - Гимнастика - Рвање - Лакрос - Мачевање |  | - Пливање (детаљи) - Надвлачење конопца - Тенис (детаљи) - Роке (варијанта крикета) - Скокови у воду - Стреличарство - Ватерполо - Веслање |

Као демонстрациони спорт представљени су кошарка и фудбал.

## Биланс медаља
(Медаље домаћина посебно истакнуте)
| Олимпијске игре 1904. |                      |       |        |        |        |
| Пласман               | Држава               | Злато | Сребро | Бронза | Укупно |
| 1                     | САД                  | 78    | 82     | 79     | 239    |
| 2                     | Немачка              | 4     | 6      | 5      | 13     |
| 3                     | Куба                 | 4     | 2      | 3      | 9      |
| 4                     | Канада               | 4     | 1      | 1      | 6      |
| 5                     | Мађарска             | 2     | 1      | 1      | 4      |
| 6                     | Мешовити тим         | 1     | 1      | 0      | 2      |
| 7                     | Уједињено Краљевство | 1     | 1      | 0      | 2      |
| 8                     | Краљевина Грчка      | 1     | 0      | 1      | 2      |
| 9                     | Швајцарска           | 2     | 2      | 0      | 4      |
| 10                    | Аустрија             | 0     | 0      | 1      | 1      |
| Укупно                | Укупно               | 96    | 96     | 92     | 280    |